# ورزشگاه کامنولث (ادمونتون)
ورزشگاه کامنولث که با نام برک فیلد نیز شناخته می‌شود یک ورزشگاه چند منظوره روباز دارای صندلی است که در مک کالی و در همسایگی شهر ادمونتون آلبرتا واقع شده‌است. مستاجرین اصلی این ورزشگاه تیم فوتبال آمریکایی اسکیموز است هرچند که در کنار آن جهت بازی‌های فوتبال، راگبی ۱۵ نفره و دو و میدانی و حتی کنسرت نیز مورد استفاده قرار می‌گیرد. این ورزشگاه با دارا بودن ۵۶٬۳۰۲ صندلی بزرگترین ورزشگاه کانادا به‌شمار می‌آید. ساخت این ورزشگاه از سال ۱۹۷۵ آغاز شده و پیش از بازی‌های اتحادیه کشورهای مشترک‌المنافع ۱۹۷۸ پایان یافته‌است. ورزشگاه کامنولث ورزشگاه جایگزین ورزشگاه کلارک جهت خانه تیم اسکیموز که در مجاورت آن قرار دارد شده‌است. این ورزشگاه پیش از شروع بازی‌های تابستانی یونیورسیاد ۱۹۸۳ به‌طور گسترده‌ای توسعه پیدا کرد و ظرفیت آن به ۶۰٬۰۸۱ نفر افزایش یافت.
از رویدادهایی که در این ورزشگاه انجام شده‌است می‌توان به چهار دوره گری کاپ بازی‌های قهرمانی سی اف ال ،مسابقات جهانی دو و میدانی ۲۰۰۱ اشاره کرد. از بازی‌های فوتبال نیز می‌توان از نه مسابقهٔ مقدماتی جام جهانی فوتبال تیم ملی فوتبال کانادا نام برد.